# Stazione di Tabata (Tokyo)

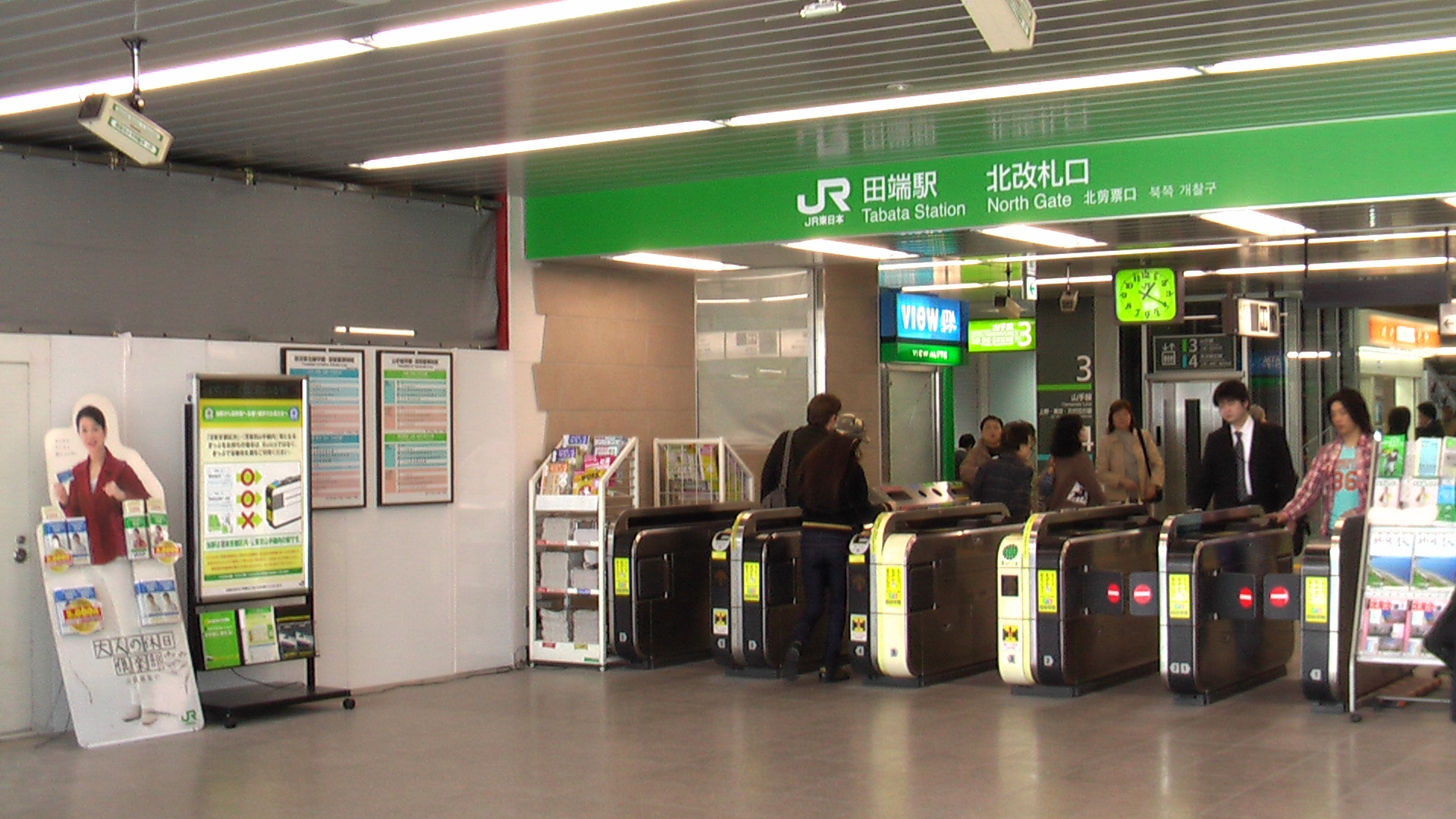
Tornelli dell'uscita nord

La stazione di Tabata (田端駅?, Tabata-eki) è una stazione ferroviaria di Tokyo, sita nel quartiere speciale di Kita.

## Storia
La stazione venne inaugurata il 1º aprile 1896, i lavori per il restauro cominciarono nel 2005 e furono completati nel 2008, la stazione è stata riaperta completamente nell'agosto del 2008.

## Linee

### Treni
- East Japan Railway Company: 
  - Linea Yamanote
  - Linea Keihin-Tōhoku

## Struttura
Attualmente la stazione è costituita da due marciapiedi a isola che servono 4 binari. I due binari verso l'interno sono riservati alla linea Yamanote, quelli più esterni alla linea Keihin-Tōhoku.
| 1 | ■ Linea Keihin-Tōhoku | per Akabane, Urawa e Ōmiya        |
| 2 | ■ Linea Yamanote      | per Ikebukuro, Shinjuku e Shibuya |
| 3 | ■ Linea Yamanote      | per Ueno, Tokyo e Shimbashi       |
| 4 | ■ Linea Keihin-Tōhoku | per Ueno, Tokyo, Yokohama e Ōfuna |

## Stazioni adiacenti
| «                   | Servizio       | »              |
| Linea Yamanote      | Linea Yamanote | Linea Yamanote |
| ------------------- | -------------- | -------------- |
| Komagome            | -              | Nishi-Nippori  |
| Linea Keihin-Tōhoku |                |                |
| Nishi-Nippori       | Locale         | Kami-Nakazato  |
| Ueno                | Rapido         | Kami-Nakazato  |